# Popasna
Popasna (în ucraineană Попасна) este orașul raional de reședință al raionului Popasna din regiunea Luhansk, Ucraina. În afara localității principale, nu cuprinde și alte sate.

## Demografie
Componența lingvistică a orașului Popasna
     Rusă (50,31%)
     Ucraineană (49,44%)
     Alte limbi (0,08%)
Conform recensământului din 2001, majoritatea populației orașului Popasna era vorbitoare de rusă (50,31%), existând în minoritate și vorbitori de ucraineană (49,44%).